# Medeno Polje (Bosanski Petrovac)
Medeno Polje (szerbül: Медено Поље) szerb falu Bosznia-Hercegovinában, a Bosznia-hercegovinai Föderáció Una-Szanai kantonjában, Bosanski Petrovac községben.

## Fekvése
Bosznia-Hercegovina nyugati részén, Bihácstól légvonalban 42, közúton 49 km-re délkeletre, Bosanski Petrovactól légvonalban 7, közúton 9 km-re nyugatra az Osječenica lejtőin és az azonos nevű mező szélén terül el, amely a Petrovaci-mező 11 részének egyike. A mezőn nem folyik át folyó, még patak sem. Itt található a Japaga, a Petrovački polje leghosszabb víznyelője, mely maximális csapadék idején egészen a Medeno poljéig ér, ahol vize eltűnik. A festéssel megállapították, hogy ez a víz az Unac-szurdokban jelenik meg újra, így a Medeno polje vízrajzilag az Unca-medencéhez tartozik. Ugyanez a helyzet a Suvajával is, amely magas vízállás idején szintén eléri a Medeno poljét is, így feltételezhető, hogy vize elérik az Unacot is. Területén három forrás található. Badanj és Smrdan állandó, de a felszín alatti víz mennyiségétől függően folyamatosan változó vízállású. A harmadik forrás az Ogradenica.
A mező sík részén, Rastovača területén található a Tredića-barlang. Az egyszerű barlangok típusába tartozik, a keletkezés módja szerint víznyelőbarlang.

## Népessége
| Nemzetiségi csoport | Népesség 1991 | Népesség 2013 |
| ------------------- | ------------- | ------------- |
| Szerb               | 90            | 19            |
| Bosnyák             | 0             | 5             |
| Horvát              | 0             | 0             |
| Jugoszláv           | 1             | 0             |
| Egyéb               | 1             | 3             |
| Összesen            | 92            | 27            |

## Története
Medeno Polje (melynek neve „mézmezőt” jelent) területe már a történelem előtti időkben is lakott volt. Az Osječenica alatt egy magaslat szabálytalan háromszög alakú platóján ókori erőd maradványai találhatók. Az erőd hosszanti oldala mintegy 150 méter volt, ahol szakaszosan fennmaradtak az egykori védőfal részei.
A második világháború idején rögtönzött repülőteret építettek ide, ahonnan mintegy 2000 sebesültet evakuáltak, hogy a szövetséges kórházakban kezeljék őket. A háború után a repülőtér helyén, július 27-én, Bosznia-Hercegovina népe felkelésének napján rendszeresen tartottak tömegrendezvényeket.

## Nevezetességei
- Gradić pod Osječenicom – ókori erőd maradványai. Az egykori falakon belül a 20. század elején bronzkori és vaskori cseréptöredékeket és egyén háztartási hulladékot találtak.[5]

- Az 1980-as években a partizánoknak szentelt emlékművet állítottak ide. Az emlékmű mellett egy Douglas C-47/R4D Skytrain amerikai szállítógép állt, amelyet a háború után eltávolítottak

## Fordítás
- Ez a szócikk részben vagy egészben  a   Medeno Polje (Bosanski Petrovac) című bosnyák Wikipédia-szócikk ezen változatának fordításán alapul.  Az eredeti cikk szerkesztőit annak laptörténete sorolja fel. Ez a jelzés csupán a megfogalmazás eredetét és a szerzői jogokat jelzi, nem szolgál a cikkben szereplő információk forrásmegjelöléseként.